# Quadrangle de Navka Planitia
Le quadrangle de Navka Planitia (littéralement :  quadrangle de la plaine de Navka), aussi identifié par le code USGS V-42, est une région cartographique en quadrangle sur Vénus. Elle est définie par des latitudes comprises entre 0° et 25° S et des longitudes comprises entre 300° et 330° E,. Il tire son nom de la plaine de Navka.